# Lochmaeocles cretatus
Lochmaeocles cretatus är en skalbaggsart som beskrevs av Chemsak och Linsley 1986. Lochmaeocles cretatus ingår i släktet Lochmaeocles och familjen långhorningar. Inga underarter finns listade i Catalogue of Life.